# Moresco (Italia)
Moresco è un comune italiano di 525 abitanti della provincia di Fermo nelle Marche.

## Geografia fisica
Il castello di Moresco sorge in posizione strategica sulla sommità di un colle che controlla la sottostante valle dell'Aso, nel punto dove la via che risale dal mare si incrocia con quelle che giungono da Fermo e Monterubbiano sulla pendice settentrionale e quella che sale a Montefiore dell'Aso sulla pendice meridionale.

## Storia
Delle origini di Moresco si sa poco. Quel che è certo è che sul suo territorio in età romana sorgevano importanti insediamenti e successivamente, in età longobarda, curtes e castra (centri fortificati) monastici e feudali, uno dei quali poi affermatosi su tutti diventando unico luogo di residenza della popolazione sparsa.
L'origine del nome non è certo se derivi da un signore, di nome Morico o della famiglia dei Mori, oppure dal toponimo morro, morrecine, che sta per luogo sassoso. Vi sono poi altre due teorie, in netta contrapposizione l'una all'altra: la prima vuole che un gruppo di mori, nelle loro scorrerie lungo la costa adriatica, si sia spinto un po' più all'interno per edificarvi una roccaforte; la seconda afferma invece che il Castrum Morisci sia stato costruito vicino al mare proprio per respingere gli assalti dei Saraceni.
Le prime notizie del castello risalgono al 1083 e documenti risalenti al XII secolo testimoniano la reggenza di Tebaldo, conte di Moresco.
Nel XIII secolo il castello passa in proprietà alla città di Fermo. Una prima volta per mano di Federico II, poi per volere di re Manfredi e definitivamente, nel 1266, quando i signori di Moresco vendono la fortezza del castello al Doge di Venezia, e podestà di Fermo, Lorenzo Tiepolo. Da allora resterà castello di Fermo fino all'unità d'Italia.
Liberati gli abitanti dai vincoli feudali, Moresco diventa comune ed è retto da un consiglio di Massari e da un Vicario nominato da Fermo. Nel 1868 perde l'autonomia comunale e diventa frazione di Monterubbiano. Ritorna ad essere comune autonomo, con regio decreto, il 26 giugno 1910, anche su iniziativa di Arturo Vecchini.

### Cento Anni
Il 26 giugno 2010 Moresco ha festeggiato 100 anni dalla riottenuta autonomia. L'amministrazione ha ricevuto una targa dal Presidente della Repubblica Giorgio Napolitano e una dal Presidente della Camera dei deputati Gianfranco Fini. Per l'occasione si è svolto il Consiglio Provinciale di Fermo e Comunale in modo congiunto per festeggiare anche il primo anno della nuova provincia. È stato restaurato il Palazzo Comunale sia all'interno con l'abbellimento della sala consiliare "Patrizio Gennari" sia all'esterno con l'apposizione di una targa commemorativa.
Inoltre nel parco sotto il centro storico è stato posto un monumento celebrativo realizzato da Ugo Nespolo.

## Monumenti e luoghi d'interesse

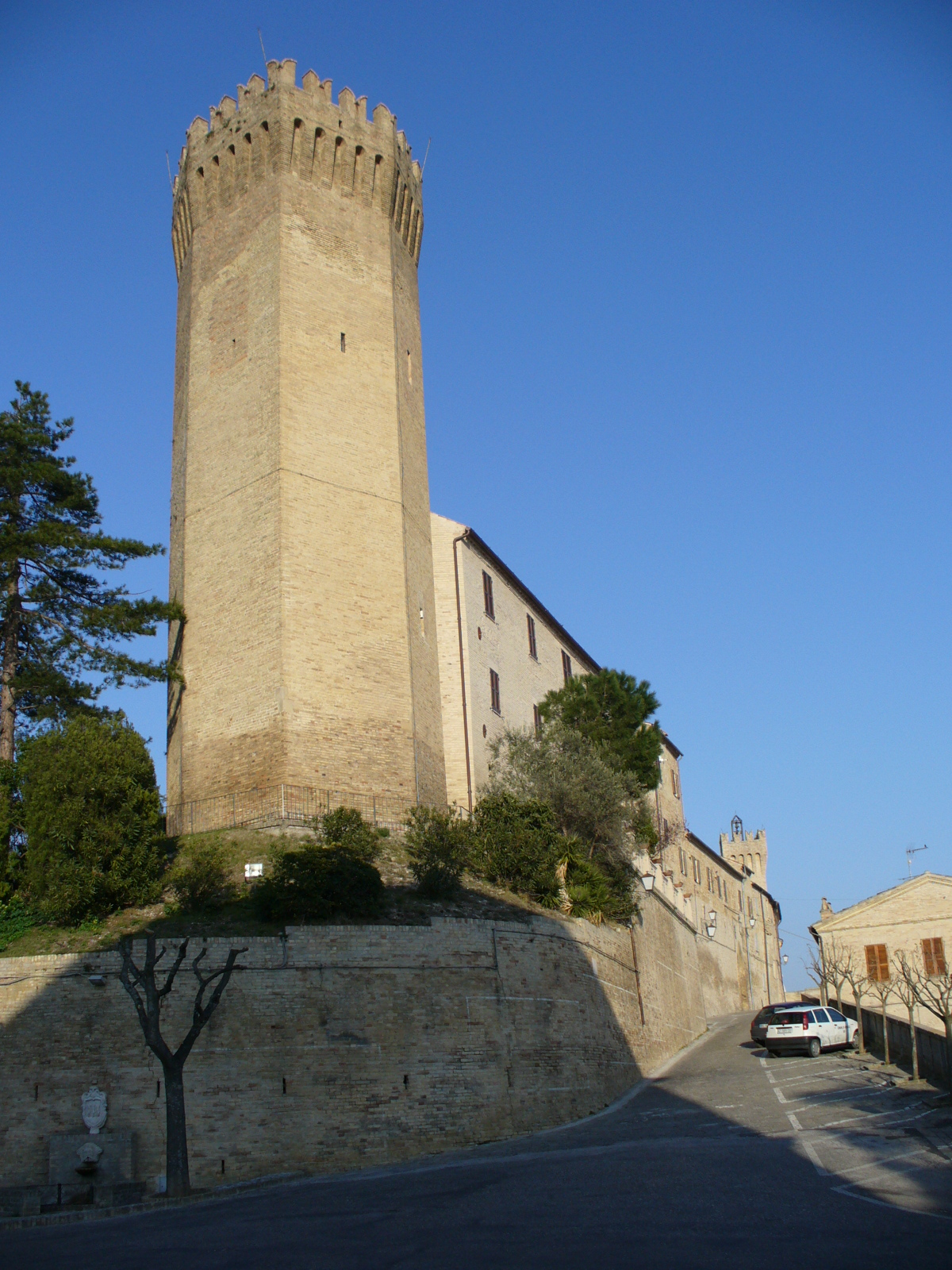
Torre ettagonale

La sua caratteristica Torre eptagonale (XII secolo) a merlatura ghibellina alta 25 metri domina dall'alto la valle dell'Aso. Costruita originariamente come torre di avvistamento e di difesa, ha subito nel corso dei secoli numerose e profonde modifiche strutturali. Al suo interno è stata costruita una moderna scala per salire sulla sua sommità dalla quale godere un'ampia veduta delle colline, delle valli e dei paesi fermani.
La Torre dell'orologio (XIV secolo) sovrasta la porta d'accesso al paese.
Nel '500, periodo di suo massimo splendore, Moresco si arricchisce di molte chiese (soprattutto extraurbane) e di opere d'arte. Meritano di essere citate la chiesa parrocchiale di San Lorenzo che conserva tele dei secoli XVII e XVIII, la chiesa della Madonna dell'Olmo, con un grande affresco di Vincenzo Pagani, la ex chiesetta di Santa Sofia e la chiesa della Madonna della Salute.
Il centro storico a struttura ellissoidale, con le sue strette vie, la piazza triangolare con il portico (già navata sinistra della Chiesa di Santa Maria di Castro demolita agli inizi del XIX secolo), gli affreschi. Nel Palazzo comunale è conservata una grande pala d'altare, opera anch'essa del Pagani.

## Società

### Evoluzione demografica
Abitanti censiti

## Cultura

### Eventi
- La Torre eptagonale è sede, specie nel periodo estivo, di mostre fotografiche e di opere d'arte.
- Festa del Patrono San Lorenzo martire, concerto in Piazza Castello, 10 agosto

## Amministrazione
```

Il gonfalone

Moresco è uno dei cinque comuni facenti parte dell'Unione comuni Valdaso nata nel 2001.
```

| Periodo        | Periodo        | Primo cittadino         | Partito                          | Carica  | Note  |
| -------------- | -------------- | ----------------------- | -------------------------------- | ------- | ----- |
| 6 giugno 1985  | 1º giugno 1990 | Giuseppe Rossi          | Partito Socialista Italiano      | Sindaco | [ 6 ] |
| 1º giugno 1990 | 24 aprile 1995 | Giuseppe Sacchini       | Democrazia Cristiana             | Sindaco | [ 6 ] |
| 24 aprile 1995 | 14 giugno 1999 | Giuseppe Sacchini       | Lista civica                     | Sindaco | [ 6 ] |
| 14 giugno 1999 | 14 giugno 2004 | Giuseppe Sacchini       | Lista civica                     | Sindaco | [ 6 ] |
| 14 giugno 2004 | 7 giugno 2009  | Amato Mercuri           | Lista civica                     | Sindaco | [ 6 ] |
| 8 giugno 2009  | 25 maggio 2014 | Amato Mercuri           | Lista civica                     | Sindaco | [ 6 ] |
| 26 maggio 2014 | 26 maggio 2019 | Massimiliano Splendiani | Lista civica                     | Sindaco | [ 6 ] |
| 27 maggio 2019 | 9 giugno 2024  | Gianfelice Angelini     | Lista civica Insieme per Moresco | Sindaco | [ 6 ] |
| 10 giugno 2024 | in carica      | Massimiliano Splendiani | Lista civica La Terza Torre      | Sindaco | [ 6 ] |

- Pioppa, dal 2004, frazione di Cesena

Moresco ha instaurato un gemellaggio con la frazione di Pioppa, comune di Cesena (FC).
Nato quasi per caso nel 2004 ad opera de "I Pasquarul d'la Piopa", locale gruppo musicale folkloristico, il gemellaggio si è concretizzato il 30 ottobre 2005, durante la Festa del braciere, quando è stato piantato un pioppo nel giardino sotto il borgo, in onore dei cesenati. Analoga cerimonia si è svolta a Pioppa il 24 settembre 2006 con la posa di una pianta di corbezzolo, donata dalla comunità di Moresco, all'interno della rotonda Pioppa (a sud dell'abitato), nonché di un cippo commemorativo riportante una targa: "I Pasquarul d'la Piopa ringraziano gli amici di Moresco per il graditissimo dono che ci darà un'occasione in più per pensare a voi".

### Altre informazioni amministrative
Fa parte della zona territoriale n. 11 di Fermo dell'Azienda sanitaria unica regionale delle Marche (in sigla Z.T. n. 11 - A.S.U.R. Marche).